# Club Atlético Mineiro (Huaquillas)
El Club Atlético Mineiro es un equipo de fútbol profesional de Huaquillas, Provincia de El Oro, Ecuador. Se desempeña en la Segunda Categoría del Campeonato Ecuatoriano de Fútbol.
Está afiliado a la Asociación de Fútbol Profesional de El Oro.

## Historia
Club Atlético Mineiro de Huaquillas El Oro Ecuador es un club de fútbol que participa en el campeonato de segunda categoría de la provincia de El Oro, el club fue creado el 12 de julio de 2008, su máximo dirigente don Enrique Pulla Morocho.
En su primera incursión en el fútbol profesional estuvo en el grupo 1 junto a Fuerza Amarilla, Parma F.C., Santa Rosa F.C. y Kleber Franco Cruz, aún no superó esta primera fase el conjunto dirigido por el profesor Stalin Rodríguez dejó muy buena presentación.
Su mejor participación en el fútbol profesional fue en el Campeonato de Segunda Categoría de El Oro en el 2015 en dónde quedó como vicecampeón, además de ganarse un cupo para el campeonato de ascenso a la Serie B del fútbol ecuatoriano. 
Creado en 2008, el centenario del Clube Atlético Mineiro, Brasil, el equipo ecuatoriano se inspiró, en cierto modo, el nombre de la mineiro Alvinegro, aunque otros aspectos como los colores del equipo y escudo, son ellos mismos.
El Twitter oficial del equipo, el Atlético-MG del país vecino envió el siguiente mensaje:
- Un fraternal abrazo aquí en Ecuador. Feliz cumpleaños. Ellos están trabajando duro y arduamente hacer las cosas bien. ¡Saludos!

## Datos del club
- Temporadas en Segunda Categoría: 9 (2012 - 2019, 2022 - Presente)
- Mayor goleada conseguida: 15 - 1 Kléber Franco Cruz (22 de abril de 2012 en el Estadio Humberto Arteta)
- Mayor goleada recibida: 0 - 21 Audaz Octubrino (21 de mayo de 2016 en el Estadio 9 de Mayo)

## Palmarés

### Torneos provinciales
| Competición                       | Títulos | Subcampeonatos |
| --------------------------------- | ------- | -------------- |
| Segunda Categoría de El Oro (0/1) |         | 2015.          |